# Steirastoma anomalum
Steirastoma anomalum là một loài bọ cánh cứng trong họ Cerambycidae.